# Mormolyce hagenbachi
Espèce
Mormolyce castelnaudi est une espèce de scarabées violons (ou carabes violons), que l'on trouve en Malaisie.

## Référence taxinomique
- (en) NCBI : Mormolyce hagenbachi (taxons inclus)